# Michael Casazola
Michael Abdiel Casazola Alvarado (ur. 27 kwietnia 1993 w David) – panamski piłkarz występujący na pozycji prawego obrońcy, reprezentant Panamy, od 2025 roku zawodnik Universitario.